# Baseball-Bundesliga 1989
Die Baseball-Bundesliga 1989 war die sechste Saison der Baseball-Bundesliga. Wie in allen bis dato ausgespielten Bundesliga-Saisons gewannen die Mannheim Tornados den Titel des Deutschen Baseballmeisters, Finalgegner waren die Zweitplatzierten der regulären Saison, die Köln Cardinals.

## Reguläre Saison
Auch 1989 zeigte sich an der Spitze der Baseball-Bundesliga das gewohnte Bild mit den Mannheim Tornados und den Köln Cardinals. Die erstmals in der Bundesliga antretenden Ladenburg Romans verpassten im Tiebreaker nur unglücklich auf Anhieb ihre erste Play-off-Teilnahme gegen die Berlin Challengers und die Köln Dodgers.
Tabelle:
|    | Team                | G  | V  | Pct. | GB |
| -- | ------------------- | -- | -- | ---- | -- |
| 1. | Mannheim Tornados   | 13 | 1  | .929 | 0  |
| 2. | Köln Cardinals      | 11 | 3  | .786 | 2  |
| 3. | Berlin Challengers  | 8  | 6  | .571 | 5  |
| 4. | Köln Dodgers        | 8  | 6  | .571 | 5  |
| 5. | Ladenburg Romans    | 8  | 6  | .571 | 5  |
| 6. | Düsseldorf Senators | 4  | 10 | .286 | 9  |
| 7. | St. Pauli Knights   | 4  | 10 | .286 | 9  |
| 8. | Zülpich Eagles      | 0  | 14 | .000 | 13 |

## Play-offs
In den Play-offs standen sich die zwei Kölner Vereine der Cardinals und Dodgers im Halbfinale gegenüber, das die Cardinals mit 2:0 gewannen. Mehr Mühe hatten die Mannheim Tornados gegen die Berlin Challengers das Finale zu erreichen. Nach einer 0:7 Auftaktniederlage konnten die beiden folgenden Spiele allerdings deutlich gewonnen werden, das entscheidende dritte Spiel der Halbfinalserie sogar mit 42:4.
Im Finale kamen die Tornados nach einer weiteren Auftaktniederlage ebenfalls zurück und sicherten sich mit einem knappen 5:4-Sieg im entscheidenden Spiel ihren 6. Meistertitel.
| Halbfinale | Halbfinale         | Halbfinale | Halbfinale | Halbfinale |  |   | Finale            | Finale | Finale | Finale | Finale |
|            |                    |            |            |            |  |   |                   |        |        |        |        |
| 1          | Mannheim Tornados  | 0          | 25         | 42         |  |   |                   |        |        |        |        |
| 3          | Berlin Challengers | 7          | 7          | 4          |  | 1 | Mannheim Tornados | 6      | 36     | 5      |        |
| 3          | Köln Dodgers       | 4          | 8          |            |  | 2 | Köln Cardinals    | 9      | 16     | 4      |        |
| 2          | Köln Cardinals     | 12         | 9          |            |  |   |                   |        |        |        |        |